# Bom Conselho
Bom Conselho es un municipio brasileño del estado de Pernambuco, localizado en la Región Nordeste del país. Se encuentra aproximadamente a 282 km de la capital del estado, Recife. Tiene una población estimada al 2020 de 48.767 habitantes.
Las referencias históricas del municipio con la presencia holandesa en la ciudad van desde la arquitectura, religión, y del turismo al ecoturismo. Uno de los locales turísticos es la Caverna de los Holandeses, que actualmente es una propiedad privada y se necesita de guías para llevar a una especie de cueva, que fue un escondite para los holandeses durante la invasión holandesa en el nordeste brasileño.

## Historia

### Primeros pueblos e invasión neerlandesa (1630-1654)
Las tierras donde actualmente se localiza el municipio de Bom Conselho fueron inicialmente habitadas por las tribus Xucurú y Fulniôs.
En 1630, durante de la invasión neerlandesa, se organizó en la localidad un quilombo, conocido como Quilombo de Pedro Papa-Caça que actualmente se llama  Quilombo de Angico. El nombre se refería a la estrategia utilizada por los habitantes de esconderse en las matas, y preferir la caza que la agricultura.
Se sabe que durante varios meses, el Capitán holandés Johannes Blaer van Rijnbach o João Blaer (en portugués) permaneció en las tierras donde actualmente queda la región del Bulandi, en Bom Conselho, con el objetivo de encontrar y destruir el Quilombo de los Palmares, en conjunto con Bartolomeu Lintz y bajo orden del Gobierno de Johan Maurits van Nassau-Siegen o Maurício de Nassau, como era conocido. Conflicto conocido como la "Guerra do Mato" de 1645.
En 1645, la comunidad fue desmantelada por la expedición militar comandada por Johannes Blaer van Rijnbach, que estableció allí una colonia holandesa. Con el triunfo de la Insurrección Pernambucana, que llevó a las dos batallas del Guararapes, la primera del 19 de abril de 1648 y la segunda el 19 de febrero de 1649 respectivamente, terminó el dominio neerlandés sobre el Nordeste brasileño, culminando en la partida de los últimos navíos holandeses en 1654. Sin embargo, es de conocimiento público que buena parte de los colonizadores oriundos de los Países Bajos decidieron permanecer en Brasil, como el caso de la familia Holanda, aún existente en el municipio.

### Finales delsigloXVIIhasta la actualidad
Durante finales del siglo XVII e inicios del siglo XVIII, se esparcieron rumores que Johannes Blaer van Rijnbach habría enterrado un tesoro en esta región, y a mediados de 1680 un grupo de holandeses bajo el liderazgo de René Belosch, que tenía posesión de un supuesto mapa que revelaba la localización de este tesoro, vinieron para Bom Conselho, donde por su iniciativa comenzaron a cavar y construir refugios en la cima de la sierra. Después de algunos años viviendo en cavernas, este grupo habiendo sido perseguido por portugueses y lusitano-brasileños, huyeron para Alagoas y de allá siguieron rumbo desconocido, abandonando su búsqueda.
El señor Antônio Anselmo da Costa Vilela, hijo de Manuel da Cruz Vilela anterior dueño de las tierras,  asumió las haciendas y asociándose a Joaquim Antônio de la Costa, dio inicio al poblamiento de Bom Conselho. Con el crecimiento de la población, en 1887 se transformó en freguesia.
A partir de 1860 pasó a denominarse Bom Conselho (Buen Consejo) en razón de la construcción del monumental Colegio Nossa Senhora do Bom Conselho, el primer centro educativo femenino en el Nordeste y por sugerencia de Frei Caetano de Messina, capuchinho italiano, natural de Messina y fundador de la ciudad, es célebre su frase: "Educándose una niña, se educa una madre; educándose una madre, se transforma una sociedad".
El 3 de agosto de 1892, Bom Conselho se hizo municipio autónomo a través de la Ley provincial n.º 52. Su primer gobierno municipal fue fundado el 28 de diciembre del mismo año, fecha en que ocurre anualmente la fiesta de aniversario de Bom Conselho.